# Heliococcus baotoui
Heliococcus baotoui är en insektsart som beskrevs av Tang in Tang och Li 1988. Heliococcus baotoui ingår i släktet Heliococcus och familjen ullsköldlöss. Inga underarter finns listade i Catalogue of Life.